# 派赖斯涅
派赖斯涅，是匈牙利沃什州所辖的一个村，总面积10.73平方公里，总人口753，人口密度70.2人/平方公里（2010年1月1日）。